# 北京朝阳动车运用所
北京朝阳动车运用所，位于中华人民共和国北京市朝阳区东五环环铁内部，2021年1月配合京哈客运专线北京朝阳至承德南段开通投入使用，是北京局集团唯一一个配属动车组全部为复兴号的动车所，也是唯二的只配属高寒动车组的动车所之一。该动车运用所是京哈高铁配套工程中的一部分，通过动车走行线引入北京朝阳站高速车场。该动车运用所是北京东北部重要的动车整备基地和停车基地，且其中存放的动车组可以通过东北环线与北京西北部的北京北动车所的车底相互调用，缓解高峰期的客流压力。

## 位置
朝阳动车运用所，位于北京朝阳区环铁内部，方位为东南侧，行政上划归东坝地区，东侧、南侧、北侧三个方向都紧邻环铁的轨道，使得列车测试非常方便。

## 历史沿革
2020年4月10日，朝阳动车所开工建设，包含检修库、临修库、不落轮镟库等18座建筑体，原定计划2020年12月底完工。
2021年1月，京沈高铁北京至承德段开通前夕，朝阳动车所开始配属复兴号动车组，其中包括由青岛四方生产的新一代高寒动车组CR400AF-G全部3组，以及由长客生产的CR400BF-G十余组。同月22日，京沈高铁全线贯通，本动车所配属的列车开始担当京沈、京哈、京吉等客运交路，同时为沈阳铁路局和哈尔滨铁路局的过夜动车组提供存放场所。
2021年6月，随着复兴号智能动车组出厂，本动车所开始配属CR400BF-GZ高寒智能动车组，第一批全数6组均配属于此。但是上述列车已于2024年底至2025年初期间逐步转移到了哈尔滨铁路局哈尔滨动车段。
2025年5月起，配合京哈高速线京沈段安全标准示范线建设工程，北京动车段开始实施对朝阳动车所内部分现有设施的升级改造，包括车轮故障在线检测系统升级改造、动车组车体智能综合检测系统的引入等，以便更好满足京哈高速线京沈段自2025年7月1日起最高速度提高到350km/h的运营要求。与此同时，朝阳动车所配属了较多高寒技术提升型动车组CR400BF-GS，担当京哈标杆等交路。

## 职责
朝阳动车运用所建成投入运营后将分担先前北京动车段前往东北方向始发列车的担当业务，东北方向列车将不再从北京南站始发，而改为北京朝阳站始发，所以列车均需要在此出库。同时本动车所的列车可以与北京北动车所相互借调，两者配属车型基本相同，都可以完成高寒区域担当任务，确保高峰期如春运等的铁路运输和旅客出行安全。

## 配属列车
| 数量       | 动车组编号                                                 | 备注                                                                         |
| ---------- | ---------------------------------------------------------- | ---------------------------------------------------------------------------- |
|            |                                                            |                                                                              |
| CR400AF-G  |                                                            |                                                                              |
| 4          | 2215～2217、0021                                           | 0021原为时速400公里跨国互联互通高速动车组项目试验车 2215～2217加装司机室侧门 |
|            |                                                            |                                                                              |
| CR400BF-G  |                                                            |                                                                              |
| 19         | 3108～3116 5147、5167、5168、5171～5174、5193、5194、5196  | 除5147号列车外全部列车均加裝司機室側門                                       |
|            |                                                            |                                                                              |
| CR400BF-GS |                                                            |                                                                              |
| 21         | 5307～5314、5317～5319、5337～5340、5349～5351、5358～5360 | 5339、5340曾暂借予哈尔滨局集团                                               |

除此之外，在客流高峰期朝阳动车所可能会借调北京南动车所的部分CR400BF-Z满足客流需求，但不属于常态化配属所以不列入表格。